# Mitsubishi Pajero Mini
Der Mitsubishi Pajero Mini war ein SUV in der japanischen Kei-Car-Klasse, das Mitsubishi Motors von 1994 bis 2012 produzierte. Mittels Badge-Engineering wurde das Modell von 2008 bis 2012 auch als Nissan Kix vermarktet.

## Pajero Mini (H51/56A, 1994–1998)
Basierend auf der Plattform des Mitsubishi Minicab produzierte Mitsubishi ab Dezember 1994 den Pajero Mini, eine Miniaturausgabe des erfolgreichen Mitsubishi Pajero. 
Im Vergleich zum Original hatte der Mini kürzere Maße und einen SOHC 660cm³-Saugmotor mit 37 kW Leistung (Typ 4A31), mittels DOHC und Turbolader 48 kW. Die Kraftübertragung für den serienmäßigen Allradantrieb erfolgte mittels 5-Gang-Schaltgetriebe oder 3-Stufen-Automatikgetriebe. Der große Verkaufserfolg inspirierte Mitsubishi, mehrere limitierte Editionen wie "Iron Cross", "Desert Cruiser", "White Skipper" und "Duke" aufzulegen. Im Oktober 1998 wurden die japanischen Kei-Car-Vorschriften aktualisiert und der Pajero Mini wurde verbreitert und verlängert.

## Mitsubishi Pajero Mini (H53/58A 1998–2012)

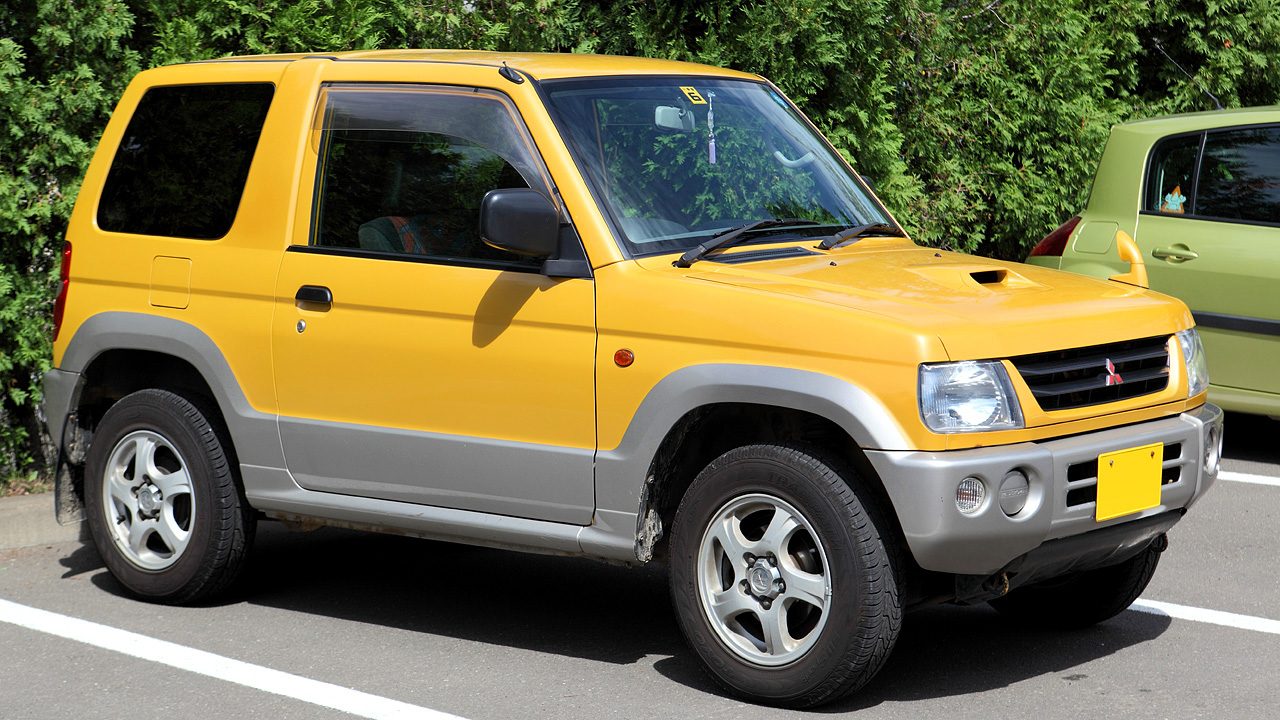
Mitsubishi Pajero Mini (1998–2008)

Ab Ende 1998 bot Mitsubishi den überarbeiteten Pajero Mini nun neben der 4WD-Version auch als reine Heckantriebsversion an. Zudem gab es optional auch den Easy Select 4WD, mit dem man den Allradantrieb während der Fahrt deaktivieren oder aktivieren konnte. Statt der Dreistufen- gab es nun ein optionales Viertufen-Automatikgetriebe. 
Neu war auch ein Sport 4WD mit aufgeladenem DOHC-Motor. Diese Version verbesserte die Effizienz der Ansaugluft- und Abgasführung durch den Einbau von 5 Ventilen pro Zylinder (insgesamt 20) und reduzierte den Kraftstoffverbrauch im Gegensatz zum Vorgängerturbomodell. Zusätzlich gab es einen Heckspoiler und 175/80R15-Reifen. 
2008 erfolgte ein größeres Facelift mit Veränderung sowohl des Außendesign, als auch eine Aufwertung des Armaturenbretts. 
Die Produktion des Mitsubishi Pajero Mini endete im Juni 2012.

### Nissan Kix (2008–2012)
Ab 2008 gab es den Mitsubishi Nissan Kix, eine OEM-Version des Pajero Mini in ähnlicher Verkaufsweise wie beim Mitsubishi eK und Nissan Otti. Der Kix wurde in Japan über den Mitsubishi Galant-Shop verkauft und die Produktion endete ebenso im Juni 2012.

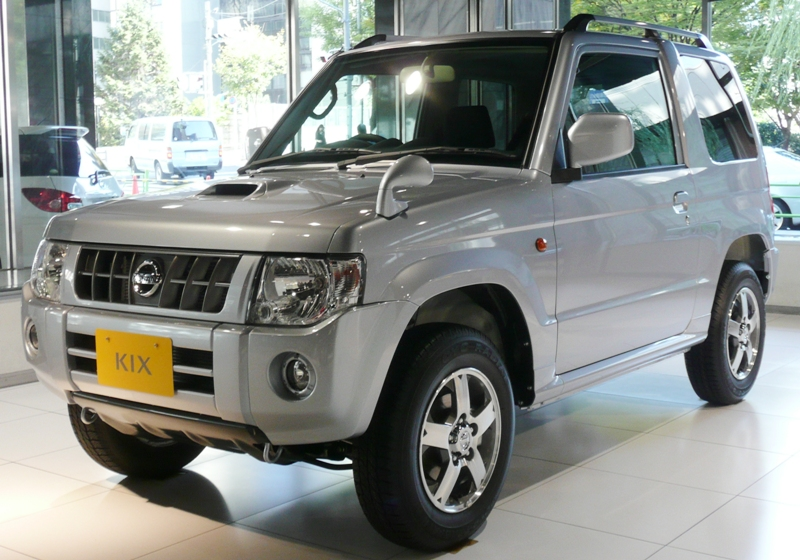
Nissan Kix
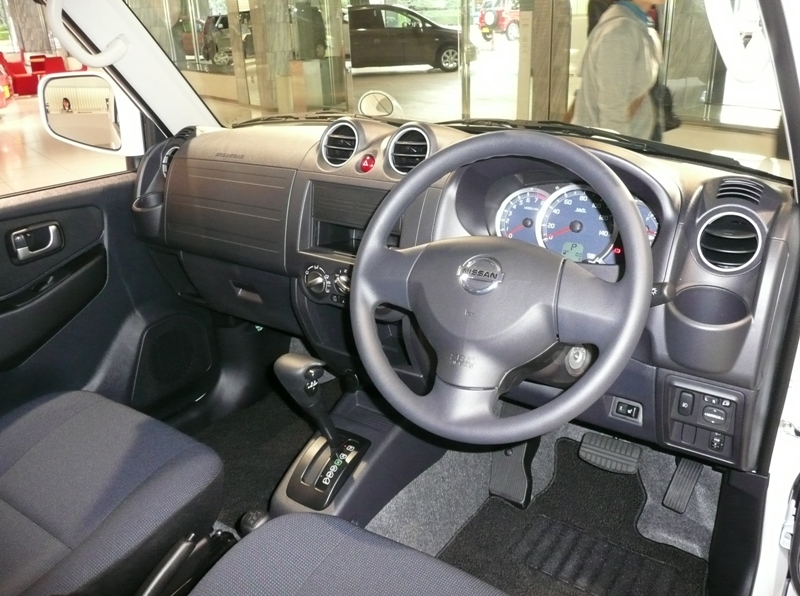
Armaturenbrett